# Veljko Stojnić
Veljko Stojnić (Servisch: Вељко Стојнић) (Sombor, 4 februari 1999) is een Servisch wielrenner die in 2020 prof werd bij Vini Zabù-KTM. Stojnić reed in 2023 de Ronde van Italië. Hij was daarmee de eerste renner die onder Servische vlag een grote ronde reed.

## Overwinningen
2016
 Servisch kampioen tijdrijden, junioren
2017
 Servisch kampioen tijdrijden, junioren
 Servisch kampioen op de weg, junioren
2018
 Servisch kampioen tijdrijden, elite
2020
 Servisch kampioen tijdrijden, elite
2021
Bergklassement Sazka Tour
2022
6e etappe Ronde van Venezuela
4e etappe Ronde van Guadeloupe
2024
4e etappe Ronde van Albanië
Eindklassement Ronde van Albanië
2025
 Servisch kampioen wegwedstrijd, elite

## Resultaten in voornaamste wedstrijden
| Jaar | Ronde van Italië | Ronde van Frankrijk | Ronde van Spanje |
| ---- | ---------------- | ------------------- | ---------------- |
| 2023 | 101e             |                     |                  |

## Ploegen
- 2020 –  Vini Zabù-KTM
- 2021 –  Vini Zabù
- 2022 –  Team Corratec
- 2023 –  Team Corratec-Selle Italia[a]
- 2024 –  Lotus Team
- 2025 –  Team United Shipping

Bartolozzi · Bertazzo · M. Bevilacqua · S. Bevilacqua · De Bonis · Di Renzo · Frapporti · González · Gradek · Iacchi · Mareczko · Orrico · Pearson · Petelin · Schneiter · Stacchiotti · Stojnić · Tortomasi · van Elzakker · van Empel · Zardini · Ferri (stagiair) · Masotto (stagiair) · Tosin (stagiair)
Amella · Baldaccini · Barać · Conti · Dalla Valle · Gandin · Iacchi · Konychev · Masotto · Murgano · Olivero · Ponomar (vanaf 10/8) · Quarterman · Quartucci · Stojnić · Stöckli · Tivani · Vacek · van Empel · Viviani · Zambelli · Darbellay (stagiair) · Debons (stagiair) · Tsarenko (stagiair)